# Liste der Naturdenkmale in Plauen
Die Liste der Naturdenkmale in Plauen nennt die Naturdenkmale in Plauen im sächsischen Vogtlandkreis.

## Definition
„Naturdenkmäler sind rechtsverbindlich festgesetzte Einzelschöpfungen der Natur oder entsprechende Flächen bis zu fünf Hektar, deren besonderer Schutz erforderlich ist
1. aus wissenschaftlichen, naturgeschichtlichen oder landeskundlichen Gründen oder
2. wegen ihrer Seltenheit, Eigenart oder Schönheit.“

„§ 18 – Naturdenkmäler – (zu § 28 BNatSchG)
(1) Die Erklärung nach § 22 Abs. 1 BNatSchG von Teilen von Natur und Landschaft als Naturdenkmal erfolgt durch Rechtsverordnung oder Einzelanordnung.
(2) Über § 28 Abs. 1 BNatSchG hinaus können Naturdenkmäler zur Sicherung von Lebensgemeinschaften oder Lebensstätten von im Bestand gefährdeten oder streng geschützten Arten festgesetzt werden.“

## Liste
Diese Auflistung unterscheidet zwischen Flächennaturdenkmalen (FND) mit einer Fläche bis zu 5 ha (bei Verordnung nach DDR-Recht auch mehr) und Einzel-Naturdenkmalen (ND).
Link zu einem Kartenansichtstool, um Koordinaten zu setzen.
| Bild            | Bezeichnung                                   | Lage                                            | Beschreibung                                           | Datum | Nummer |
| --------------- | --------------------------------------------- | ----------------------------------------------- | ------------------------------------------------------ | ----- | ------ |
| BW              | Am Taubenberg                                 | Chrieschwitz (50° 29′ 49″ N, 12° 9′ 48,2″ O)    | FND.                                                   | 2002  |        |
| BW              | Felshang am Friesenbach („Kristaller“)        | Chrieschwitz (50° 30′ 2,3″ N, 12° 10′ 31,5″ O)  | FND.                                                   | 1986  |        |
| BW              | Hangwiese Altchrieschwitz                     | Chrieschwitz (50° 30′ 29,4″ N, 12° 9′ 58,3″ O)  | FND.                                                   | 2000  |        |
| BW              | Nährstoffarme Feuchtwiese am Friesenbach      | Chrieschwitz (50° 29′ 51,5″ N, 12° 10′ 42″ O)   | FND.                                                   | 1989  |        |
| BW              | Schilfteich Altchrieschwitz                   | Chrieschwitz (50° 31′ 9,1″ N, 12° 9′ 51,6″ O)   | FND.                                                   | 2010  |        |
| BW              | Sielteich                                     | Chrieschwitz (50° 30′ 4,2″ N, 12° 10′ 47,5″ O)  | FND.                                                   | 1986  |        |
| BW              | Voigtsgrüner Teiche                           | Chrieschwitz (50° 30′ 51,7″ N, 12° 11′ 21,5″ O) | FND.                                                   | 1986  |        |
| BW              | Quellwiese Frösigk                            | Großfriesen (50° 28′ 34,5″ N, 12° 11′ 44,5″ O)  | FND.                                                   | 1992  |        |
| BW              | Gemeine Esche Rückertschule Haselbrunn        | Haselbrunn (50° 30′ 41,7″ N, 12° 7′ 47,9″ O)    |                                                        | 1986  |        |
| BW              | Hornhübel                                     | Jößnitz (50° 32′ 37,9″ N, 12° 8′ 45,9″ O)       | FND.                                                   | 1956  |        |
| BW              | Poppenpöhl                                    | Jößnitz (50° 32′ 49,6″ N, 12° 8′ 3,7″ O)        | FND.                                                   | 1956  |        |
| BW              | Steinbruchteich am Heiteren Blick             | Jößnitz (50° 33′ 12,9″ N, 12° 7′ 4,7″ O)        | FND.                                                   | 1992  |        |
| BW              | Stieleiche Lessingstraße Jößnitz              | Jößnitz (50° 32′ 13,3″ N, 12° 7′ 35,5″ O)       |                                                        | 1992  |        |
| BW              | Totenpöhl                                     | Jößnitz (50° 32′ 41,6″ N, 12° 8′ 35,3″ O)       | FND.                                                   | 1956  |        |
| BW              | Kaltenbachtal                                 | Kauschwitz (50° 32′ 38,1″ N, 12° 6′ 14,2″ O)    | FND.                                                   | 1992  |        |
| BW              | Säulendiabas am Kneiselpöhl                   | Kauschwitz (50° 31′ 58,6″ N, 12° 6′ 33,5″ O)    |                                                        | 1958  |        |
| BW              | Gemeine Esche Teichstraße Neundorf            | Neundorf (50° 29′ 33,4″ N, 12° 5′ 17,8″ O)      |                                                        | 1986  |        |
| BW              | Baumwände Oberlosa                            | Oberlosa (50° 27′ 23,8″ N, 12° 10′ 34,5″ O)     | FND.                                                   | 1957  |        |
| BW              | Culmteich Oberlosa                            | Oberlosa (50° 26′ 15″ N, 12° 9′ 43,6″ O)        | FND.                                                   | 2001  |        |
| BW              | Kuhteich Oberlosa                             | Oberlosa (50° 27′ 15,5″ N, 12° 10′ 37,2″ O)     | FND.                                                   | 1986  |        |
| BW              | Blutbuche Rosa-Luxemburg-Platz Plauen         | Plauen (50° 29′ 40,3″ N, 12° 6′ 11,6″ O)        |                                                        | 1974  |        |
| BW              | Eichhübel                                     | Plauen (50° 29′ 29,3″ N, 12° 5′ 41,9″ O)        | FND.                                                   | 2014  |        |
| BW              | Felspartie an der ehem. Hammerbrauerei Plauen | Plauen (50° 29′ 18,6″ N, 12° 8′ 28,5″ O)        |                                                        | 1975  |        |
| Fotos hochladen | Gemeine Rosskastanie am Lochbauer Pfaffenhaus | Plauen (50° 32′ 7,7″ N, 12° 10′ 23,3″ O)        |                                                        | 1986  |        |
| BW              | Japanischer Schnurbaum Plauen                 | Plauen (50° 29′ 33,3″ N, 12° 7′ 47,5″ O)        |                                                        | 1986  |        |
| BW              | Kalkbruch am Elsterwehr                       | Plauen (50° 29′ 17,3″ N, 12° 7′ 24,8″ O)        |                                                        | 1975  |        |
| BW              | Robinie am Mühlgraben Plauen                  | Plauen (50° 29′ 28,8″ N, 12° 7′ 58,3″ O)        |                                                        | 1986  |        |
| BW              | Schwarzerle am Mühlgraben Plauen              | Plauen (50° 29′ 22,2″ N, 12° 7′ 41″ O)          |                                                        | 1986  |        |
| BW              | Steinpöhl am Westend                          | Plauen (50° 29′ 11,7″ N, 12° 5′ 34,5″ O)        | FND.                                                   | 2000  |        |
| BW              | Stieleiche am Birkenhübel                     | Plauen (50° 29′ 58″ N, 12° 6′ 20″ O)            |                                                        | 1986  |        |
| BW              | Stieleiche im Vogtlandklinikum Plauen         | Plauen (50° 29′ 28,3″ N, 12° 9′ 13,2″ O)        |                                                        | 1958  |        |
| BW              | Walnuss im Mammengebiet Plauen                | Plauen (50° 29′ 20″ N, 12° 8′ 42,7″ O)          |                                                        | 1986  |        |
| BW              | Winterlinde am Lochbauer Pfaffenhaus          | Plauen (50° 32′ 8,9″ N, 12° 10′ 22,2″ O)        |                                                        | 1986  |        |
| BW              | Zweilappiger Ginkgo Friedensschule Plauen     | Plauen (50° 30′ 4,5″ N, 12° 7′ 34,4″ O)         |                                                        | 1986  |        |
| BW              | Felswand Reinsdorf                            | Reinsdorf (50° 28′ 20″ N, 12° 8′ 56,2″ O)       |                                                        | 1975  |        |
| BW              | Europäische Lärche Reinsdorfer Park           | Reinsdorf (50° 28′ 29,2″ N, 12° 8′ 42,9″ O)     |                                                        | 1986  |        |
| BW              | Schwarzkiefer Reinsdorfer Park                | Reinsdorf (50° 28′ 32,8″ N, 12° 8′ 41,9″ O)     |                                                        | 1986  |        |
| BW              | Weymouths-Kiefer Reinsdorfer Park             | Reinsdorf (50° 28′ 30,7″ N, 12° 8′ 42,5″ O)     |                                                        | 1986  |        |
| BW              | Rumpelbachtal                                 | Steinsdorf (50° 33′ 51,3″ N, 12° 7′ 9,4″ O)     | FND, etwa die Hälfte des FND liegt in Rosenbach/Vogtl. | 1983  |        |
| BW              | Diabasrosen Straßberg                         | Straßberg (50° 28′ 38″ N, 12° 4′ 33,9″ O)       |                                                        | 1956  |        |
| BW              | Tal des Kröstaubaches                         | Straßberg (50° 28′ 6,2″ N, 12° 4′ 0″ O)         | FND, ein Teil des FND liegt in Weischlitz              | 1992  |        |
| BW              | Teichgruppe Straßberg                         | Straßberg (50° 28′ 53,4″ N, 12° 5′ 4,1″ O)      | FND.                                                   | 1992  |        |
| BW              | Zottner Steilhang                             | Straßberg (50° 28′ 14,6″ N, 12° 4′ 52,3″ O)     | FND.                                                   | 1992  |        |
| BW              | Steinpöhl Tauschwitz                          | Tauschwitz (50° 28′ 38,3″ N, 12° 10′ 33,5″ O)   | FND.                                                   | 1986  |        |
| BW              | Oberer Mühlteich Unterlosa                    | Unterlosa (50° 26′ 41,1″ N, 12° 8′ 41″ O)       | FND.                                                   | 1989  |        |